# Мојано (Перуђа)
Мојано (итал. Moiano) је насеље у Италији у округу Перуђа, региону Умбрија.
Према процени из 2011. у насељу је живело 759 становника. Насеље се налази на надморској висини од 266 м.